# Пројекат музичког генома
Идеју пројекта музичког генома (енгл. Music Genome Project) су први, касне 1999. године смислили Will Glaser и Tim Westergren. Да би изнели своју идеју на тржиште у јануару 2000. године они удружују снаге са Jon kraft-ом и оснивају Savage Beast Technologies. Пројекат музичког генома представља напор да се „Ухвати суштина музике на најосновнијем нивоу“, у ту сврху се користи скоро 400 атрибута који описују песме и комплексни математички алгоритми за њихово организовање. Под вођством Nolan Gasser-а и тима мужичких експерата, оби атрибути се додатно усавршавају и надограђују.
Пројекат музичког генома је у целости развијен од стране Пандора Медија Инц.(Pandora Media Inc.). Пројекат музичког генома се користи као основа техноогије за рад Пандора интернет радија. На је Пандора Медија лиценцирао ову технологију за коришћење другим фирмама, данас је користи само за сопствене радио станице.

## Како функционише
Пројекат музичког генома се тренутно састоји од 5 под-генома:
- Поп/Рок музика
- Хип-хоп/Електроника
- Џез музика
- Светска музика
- Класична музика

Дата песма је репрезентовна вектором који садржи вредности за око 400 „гена“ односно особина. Сваки ген одговара једној карактеристици музке, на пример, тоналитет, ритам, музичка хармонија, врсте позадинских вокала и многи други. Рок и поп песме имају 150 гена, реп песме 350, џез око 400, светска и класична музика имају од 300 до 500 гена. Цео систем зависи од довољног броја гена како би донео корисне резултате. Сваки ген има дефинисан свој степен важности од 0 до 5. Коришћенем ових особина илити гена коструише се листа осталих сличних песама, користећи компанијин „алгоритам подударања“. Свака песма засебно се анализира од стране музичара у процсу који траје 20 до 30 минута по песми.
База пројекта музичког генома се гради коришћенем методологије која укључује коришћење прецизно дефинисане терминологије, доследног оквира референци и контроле података како би се обезбедло да интегритет података отане висок.